# Kampenhout
Kampenhout es un municipio belga perteneciente a la provincia de Brabante Flamenco, en el arrondissement de Halle-Vilvoorde.
A 1 de enero de 2018 tiene 11 898 habitantes. Comprende cuatro deelgemeentes: Kampenhout, Berg, Buken y Nederokkerzeel.
Se sitúa sobre la carretera N21, justo al noreste del aeropuerto de Bruselas.
En el término municipal de Kampenhout se estrelló en 1961 el Vuelo 548 de Sabena.
Aquí se disputó entre 1982 y 1994 el Gran Premio Raymond Impanis, una carrera ciclista desaparecida.

## Demografía

### Evolución
Todos los datos históricos relativos al actual municipio, el siguiente gráfico refleja su evolución demográfica, incluyendo municipios después de efectuada la fusión el 1 de enero de 1977.
| Gráfica de evolución demográfica de Kampenhout entre 1846 y 2020 |
|                                                                  |